# Sovjetski slikovni posnetki med rusko-ukrajinsko vojno
Ruske sile so med rusko-ukrajinsko vojno, zlasti med invazijo na Ukrajino 24. februarja 2022, uporabljale sovjetske slikovne posnetke, 

## Zgodovina
Po invaziji je bilo nekaj ruskih tankov prikazanih pod staro zastavo Sovjetske zveze poleg provojnega vojaškega simbola »Z«. Ameriški politolog Mark Beissinger je za France 24 povedal, da namen uporabe teh simbolov ni nujno povezan s komunizmom, temveč izkazuje željo po ponovni vzpostavitvi »ruske prevlade nad Ukrajino«, pri čemer je opozoril, da je uporaba sovjetskih simbolov v večini postsovjetskih države (z izjemo Rusije in Belorusije) pogosto obravnavana kot provokativno dejanje.
Ameriška zgodovinarka Anne Applebaum je za The Guardian povedala, da »ker sodobne Rusije ne predstavlja nič drugega kot korupcija, nihilizem in Putinova osebna moč, so vrnili sovjetske zastave in Leninove kipe, ki simbolizirajo rusko zmago.« V mnogih okupiranih mestih so ukrajinske zastave zamenjali s transparenti zmage. Ti transparenti, ki so označevali rusko zmago nad nacistično Nemčijo leta 1945, imajo simbolni pomen, saj je po besedah ruskega predsednika Vladimirja Putina namen ruske invazije denacifikacija Ukrajine. Številni kipi Vladimirja Lenina so bili po evromajdanskih protestih leta 2014 ali po kasnejših zakonih o dekomunizaciji, sprejetih leta 2015, odstranjeni. V rusko okupiranih mestih je bilo veliko kipov Leninu ponovno postavljenih.
Aprila 2022 je videoposnetek starejše Ukrajinke (Ana Ivanivna), ki s sovjetsko zastavo pozdravlja ukrajinske vojake na svojem domu blizu Dvorične misleč, da so Rusi, postal viralen na proruskih družbenih omrežjih in ruskih državnih medijih. Ženska je povedala, da sta z možem »čakala, molila za njih, za Putina in vse ljudi.« Ukrajinski vojaki so ji dali hrano, vendar so se ji posmehovali in teptali njeno sovjetsko zastavo. To so kot dokaz narodne podpore ruski invaziji uporabili ruski propagandisti. V Rusiji so bili ustvarjene freske, razglednice, ulične umetnosti, panoji, ševroni in nalepke z motivom ženske. Med Rusi je dobila vzdevek »Babica (rusko бабушка, latinizirano: babushka) Z«, in »Babica s sovjetsko zastavo«. Sergej Kirijenko, visok ruski politik, jo je imenoval »Babica Anja«.
Ivanivna je za Ukrajinsko pravdo povedala, da je ruske vojake s sovjetsko zastavo srečala ne iz sočutja ampak sprave, da ti ne bi »uničili« vasi in Ukrajine po obstreljevanju njene hiše, ampak se zdaj počuti kot »izdajalec« zaradi načina uporabe njene podobe v Rusiji. Po poročanju ukrajinskih novinarjev sta Ivanivna in njen sin pozneje po obstreljevanju njune hiše pobegnila v Harkov.